# Lovesick (1983)
Lovesick (bra: O Amor Tem Seu Preço) é um filme de comédia romântica de fantasia estadunidense de 1983 dirigido por Marshall Brickman e estrelado por Dudley Moore, Elizabeth McGovern, Wallace Shawn, John Huston, Alec Guinness, Larry Rivers, David Strathairn. Foi distribuído pela Warner Bros. É estrelado por Dudley Moore e Elizabeth McGovern e apresenta Alec Guinness como o fantasma de Sigmund Freud.

## Sinopse
O psicanalista Saul Benjamin assume temporariamente uma paciente como um favor a um colega amigo, Otto Jaffe, que está apaixonado por ela. Depois que seu médico morre, Chloe Allen vai ver o Dr. Benjamin e imediatamente ele fica apaixonado por ela também.
A relação médico-paciente é violada pelos impulsos românticos do Dr. Benjamin por Chloe e por seu intenso ciúme de qualquer pessoa que se aproxime dela, incluindo Ted Caruso, um ator da Broadway arrogante com quem ela se envolveu. A esposa do psiquiatra também está tendo um caso com Jac Applezweig, um artista.
O fantasma do Dr. Sigmund Freud, o pai da psicologia moderna, visita o Dr. Benjamin de vez em quando para dispensar advertências e sabedoria. O trabalho de Benjamin começa a sofrer à medida que ele abandona pacientes como a Sra. Mondragon, achando-a entediante, e trata a paranoia de outro, Marvin Zuckerman, projetando um chapéu feito à mão peculiar para ele usar.
Uma comissão de inquérito chama o Dr. Benjamin para considerar a revogação de sua licença. No final, ele admite seus sentimentos para Chloe e conclui que prefere o amor verdadeiro a tratar os doentes.

## Elenco
- Dudley Moore como Saul Benjamin
- Elizabeth McGovern como Chloe Allen
- Alec Guinness como Sigmund Freud
- Wallace Shawn como Otto Jaffe
- Ron Silver como Ted Caruso
- John Huston como Dr. Larry Geller
- Alan King como Dr. Lionel Gross
- Selma Diamond como Dr. Harriet Singer
- Larry Rivers como Jac Applezweig
- David Strathairn como Zuckerman
- Christine Baranski como a Ninfomaníaca
- Renée Taylor como Sra. Mondragon
- Fred Melamed como Psicanalista

## Recepção

### Lançamento
Lovesick foi lançado nos cinemas em 18 de fevereiro de 1983. O filme foi lançado em DVD em 20 de outubro de 1998, pela Warner Home Video.

### Resposta crítica
O crítico de cinema Vincent Canby escreveu em sua crítica: “O Sr. Moore e a Srta. McGovern são amantes tão atraentes que o filme contorna com sucesso todas as questões de ética.”  Os editores de livros Laurence Goldstein e Ira Konigsberg escreveram em seu livro The Movies: Texts, Receptions, Exposures: “Alguém olha para trás com nostalgia de uma época em que os psicoterapeutas não eram tolos como […] tolos apaixonados como Dudley Moore […] Os psicoterapeutas certamente foram retratados como figuras cômicas e horríveis em filmes anteriores, mas eram muito mais respeitosos do que nos últimos anos.”

### Citações
1. ↑  «Lovesick». The Numbers (em inglês). Beverly Hills: Nash Information Services, LLC. Consultado em 23 de setembro de 2021
2. ↑  «O Amor Tem Seu Preço». AdoroCinema. Brasil. Consultado em 23 de setembro de 2021
3. ↑  «O Amor Tem Seu Preço (1983)». Cineplayers. Brasil. 30 de novembro de 2018. Consultado em 23 de setembro de 2021
4. 1 2 3  Canby, Vincent (18 de fevereiro de 1983). «DUDLEY MORRE RETURNS IN 'LOVESICK'». The New York Times (em inglês). Nova Iorque. Consultado em 26 de setembro de 2021
5. ↑  Rieber & Kelly 2013, p. 68.
6. ↑  Gabbard & Gabbard 1999, p. 107.
7. ↑  Lovesick. Warner Home Video (em inglês). Burbank, Califórnia: Warner Bros. Home Entertainment Group (Warner Bros. Entertainment). 20 de outubro de 1998. ASIN 6305133492. Consultado em 26 de setembro de 2021
8. ↑  Goldstein & Konigsberg 1996, p. 11.